# كارل أندرسون (سياسي)
كارل أندرسون (بالإنجليزية: Carl Anderson)‏ هو سياسي أمريكي، ولد في 10 فبراير 1961 بجورجتاون في الولايات المتحدة. حزبياً، نشط في الحزب الديمقراطي. وقد انتخب عضو مجلس نواب كارولاينا الجنوبية.